# Gare de Kamaishi
La gare de Kamaishi (釜石駅, Kamaishi-eki) est une gare ferroviaire de la ville de Kamaishi, dans la préfecture d'Iwate au Japon. Elle est gérée par les compagnies JR East et Santetsu.

## Situation ferroviaire
La gare est située au point kilométrique (PK) 90,2 de la ligne Kamaishi et au PK 36,6 de la ligne Rias.

## Histoire
La gare a été inaugurée le 17 septembre 1939.

## Service des voyageurs

### Accueil
La gare dispose d'un bâtiment voyageurs, avec guichets, ouvert tous les jours.

### Desserte

#### JR East
- Ligne Kamaishi :
  - voies 1 à 3 : direction Hanamaki

#### Santetsu
- Ligne Rias :
  - voies 3 et 4 : direction Miyako et Kuji
  - voies 4 et 5 : direction Sakari